# Enicospilus mahalonius
Enicospilus mahalonius là một loài tò vò trong họ Ichneumonidae.